# ŠK Futura Humenné
Pour les articles homonymes, voir HFC.
Le ŠK Futura Humenné est un club slovaque de football basé à Humenné fondé en 1908 et disparu en 2015.

## Historique
- 1908 : fondation du club sous le nom de Homonnai Atlétikai Club
- 1945 : le club est renommé HAC Hummené
- 1948 : le club est renommé Sokol Hummené
- 1949 : le club est renommé HAC Hummené
- 1951 : le club est renommé HAC CSZZ Hummené
- 1952 : le club est renommé CSZZ Hummené
- 1953 : le club est renommé DSO Tatran Hummené
- 1959 : fusion de Lokomotive Hummené et de Chemko Hummené
- 1967 : le club est renommé TJ Chemko Hummené
- 1968 : le club est renommé TJ LCHZZ Hummené
- 1973 : le club est renommé TJ Chemlon Hummené
- 1991 : le club est renommé FC Chemlon Hummené
- 1997 : le club est renommé HFC Hummené
- 2000 : le club est renommé 1. HFC Humenné
- 2012 : le club est renommé ŠK Futura Humenné[2]

## Bilan sportif

### Palmarès
- Coupe de Slovaquie
  - Vainqueur : 1996
- Supercoupe de Slovaquie
  - Finaliste : 1996

### Bilan européen
Note : dans les résultats ci-dessous, le score du club est toujours donné en premier.
| Saison    | Compétition      | Tour              | Adversaire       | Domicile | Extérieur | Total |
| --------- | ---------------- | ----------------- | ---------------- | -------- | --------- | ----- |
| 1996-1997 | Coupe des coupes | Tour préliminaire | Flamurtari Vlorë | 1 - 0    | 2 - 0     | 3 - 0 |
| 1996-1997 | Coupe des coupes | Premier tour      | AEK Athènes      | 1 - 2    | 0 - 1     | 1 - 3 |

Légende
- Victoire ou qualification pour le tour suivant
- Match nul
- Défaite ou élimination de la compétition